# Escut de l'Espluga de Francolí
L'escut oficial de l'Espluga de Francolí té el següent blasonament:
Escut caironat: d'argent, un mont de sinople movent de la punta carregat d'una espluga en forma de semirodella de sable de la qual davalla un riu en forma de pal flamejat d'atzur rivetejat d'argent, somat d'un castell de sable tancat de gules i sobremuntada cadascuna de les torres del castell d'una rodella de gules amb una creu de Malta d'argent. Per timbre, una corona de vila.

## Història
Va ser aprovat oficialment per la Direcció General d'Administració Local del Departament de Governació i Relacions Institucionals de la Generalitat de Catalunya el 12 de maig del 2011 i publicat al DOGC número 5.889 el 30 de maig del mateix any. El Ple de l'Ajuntament l'havia aprovat prèviament el 27 de juliol del 2010 i rectificat el 31 de març del 2011 seguint les observacions fetes per l'Institut d'Estudis Catalans, que havia emès un informe desfavorable a la proposta inicial, ja que contenia algunes incorreccions de tipus heràldic.
S'hi representa la cova de la Font Major, l'espluga des d'on brolla el riu Francolí, senyal parlant propi i característic del municipi, juntament amb l'antic castell bastit per Ponç de Cervera damunt un turó al segle xi. Posteriorment aquest castell va passar sota la jurisdicció de l'orde de Sant Joan de l'Hospital, simbolitzat per les creus de Malta.
Anteriorment, l'Ajuntament havia fet servir tradicionalment un escut ovalat amb la representació de tres torres en record de l'antic castell, damunt un paisatge naturalístic que volia reflectir la cova per on discorre el Francolí.